# Шинрон
Шинрон (англ. Shinrone; ирл. Suí an Róin, «место печати») — деревня в Ирландии, находится в графстве Оффали (провинция Ленстер).
Некогда здесь жили предки Барака Обамы.

## Демография
Население — 591 человек (по переписи 2006 года). В 2002 году население составляло 488 человек.
Данные переписи 2006 года:
| Общие демографические показатели |               |                               |                               |      |      |
| Всё население                    | Всё население | Изменения населения 2002—2006 | Изменения населения 2002—2006 | 2006 | 2006 |
| 2002                             | 2006          | чел.                          | %                             | муж. | жен. |
| 488                              | 591           | 103                           | 21,1                          | 296  | 295  |